# Joachim Wanke
Joachim Wanke (ur. 4 maja 1941 r. we Wrocławiu) – katolicki teolog, administrator apostolski diecezji fuldzkiej i würzburskiej w Erfurcie-Meiningen w latach 1981–1994, biskup erfurcki w latach 1994–2012.

## Życiorys
Gdy miał trzy lata, jego rodzina przeprowadziła się ze Śląska do Ilmenau w Turyngii, gdzie zdał maturę w 1960 r. Następnie podjął studia w seminarium duchownym w Erfurcie. Święcenia kapłańskie otrzymał 26 czerwca 1966 r. Pracował następnie w parafii w Dingelstädt w Eichsfeld. W 1969 r. podjął studia specjalistyczne i uzyskał stopień doktora habilitowanego, po czym wrócił do Erfurtu. 
2 października 1980 r. papież Jan Paweł II mianował go biskupem-koadiutorem Administratury Apostolskiej w Erfurcie-Meiningen, nadając mu tytuł biskupa Castellum w Mauretanii. Rządy w administraturze objął 17 stycznia 1981 r. po śmierci bpa Hugo Aufderbecka.
Po przekształceniu administratury w diecezję w roku 1994 został jej pierwszym biskupem diecezjalnym.
1 października 2012 papież Benedykt XVI przyjął jego rezygnację z kierowania diecezją.